# تنصير إيبيريا

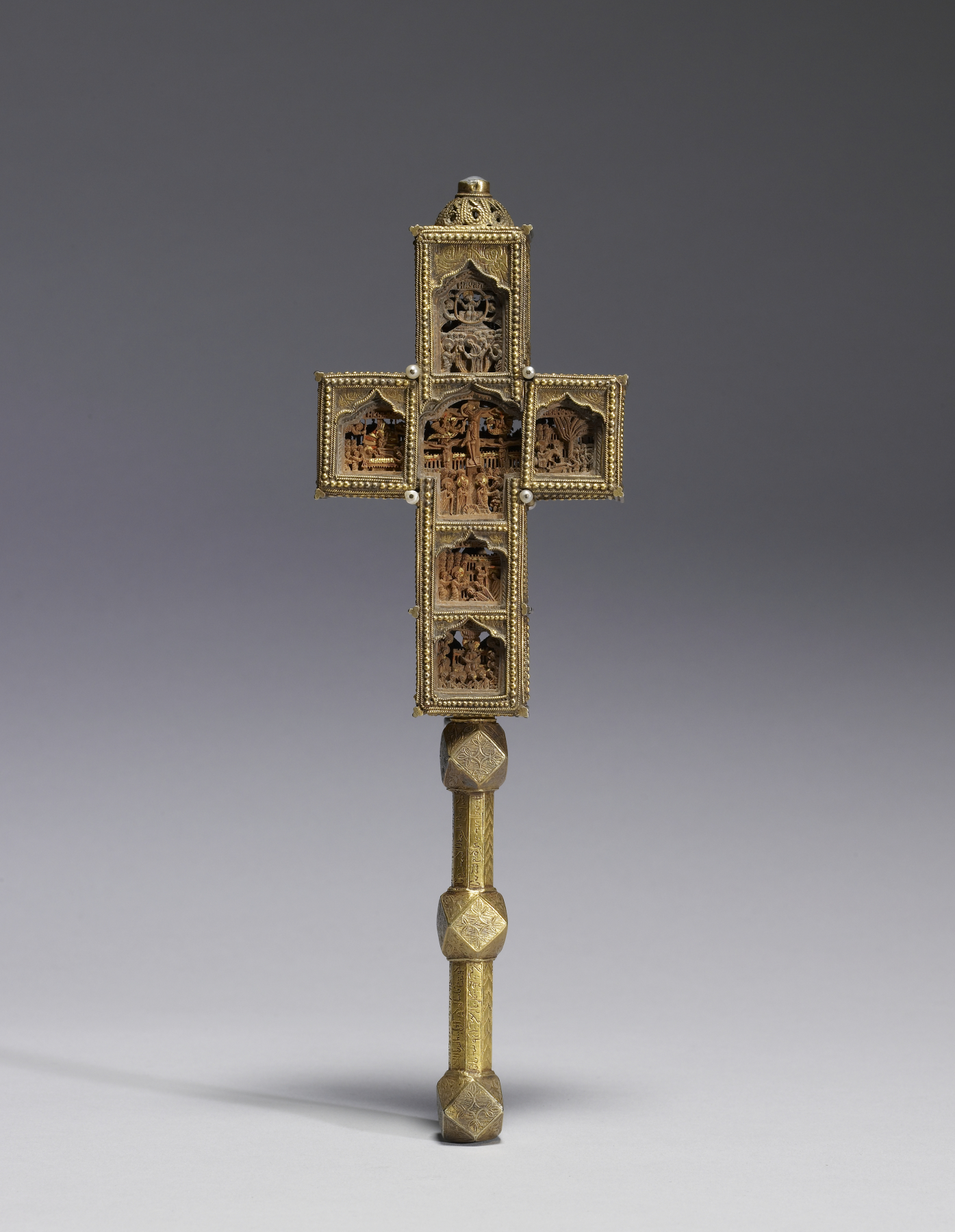

تنصير إيبيريا (بالجورجية: ქართლის გაქრისტიანება, بالرومانية: kartlis gakrist'ianeba) هو انتشار المسيحية في أوائل القرن الرابع الميلادي إثر خطبة القديسة في مملكة كارتلي الجورجية القديمة، التي كانت تسمى إيبيريا في العصور الكلاسيكية القديمة (وليست هي شبه الجزيرة الإيبيرية)، صرّح بعدها الملك الذي كان وثنيًّا ميريان الإيبيري الثالث بأن المسيحية دين الدولة. يقول سوزومن إن هذا جعل «أمّة الملك الكبيرة المحاربة البربرية إلى الإقرار بالمسيح وترك دين آبائهم» إذ كان للجورجيين متعددي الآلهة أصنام قديمة شبيهة بالبشر، تُسمّى «آلهة كارتلي». ثم أصبح الملك الداعم والمهندس والمبادر والقوة التنظيمية الأولى في كل عمليات البناء. ويقول سقراط القسطنطيني إن «الإيبيريين اعتنقوا الدين المسيحي أوّلًا» مع الأحباش، ولكن الأرجح أن الكارتليين تنصروا بعد مملكة أرمينيا، جارتهم الجنوبية القديمة، التي اعتنقت الدين المسيحي رسميًّا. كان الملكان الأرميني والجورجي من أول من اعتنق المسيحية في العالم. قبل تصعيد التنافس الأرميني الجورجي الكنسي والخلافات الكنسية كانت مسيحيتهم القوقازية شاملة على نحو غير عادي، وكانت تعددية ومرنة ولم تشهد التراتب الكنسي الصارم إلا بعد حين، لا سيما مع ظهور الكنائس «الوطنية» من القرن السادس. وبرغم التنوع الضخم في المنطقة، فإن عملية التبشير كانت ظاهرة في كل المنطقة وكل الحضارات في القوقاز، وهي أشد مناطق أوراسيا طاقة وحركة في أواخر العصور القديمة، ويصعب جمع الجورجيين والأرمينيين في حضارة كبيرة واحدة جمعًا واضحًا. لعب يهود متسخيتا، وهي العاصمة الملكية لكارتلي، دورًا مهمًّا في تنصير المملكة، لأنهم دفعوا لتقوية الأواصر بين المملكة الجورجية والأرض المقدسة وإلى زيادة الحضور الجورجي في فلسطين، وهو ما تؤكده أنشطة بيتر الإيبيري ومهاجرين آخرين، وأقدم الأدلة على هذا النقوش الجورجية في بئر القط التي وجدت في صحراء يهوذا إلى جانب صورة حائطية للناصرة وسيناء.
كانت إيبيريا عاملًا في الدبلوماسية التنافسية بين الرومان والساسانيين، وكانت بين الحين والآخر تصبح لاعبًا كبيرًا في حروب الوكالة بين المملكتين. كان قرار الملك ميريان الثالث باعتناق المسيحية خيارًا ثقافيًّا تاريخيًّا له نتائج عالمية عميقة، لأن إيبيريا، وهي مملكة جورجية، كانت تشترك في كثير من المؤسسات والمفاهيم مع جيرانها الإيرانيين، إذ كانت أراضيها متصلة بالحكومة الإيرانية منذ الفترة الأخمينية، من خلال التجارة أو الحرب أو الزواج، ولكن هذا القرار لم يكن مرتبطًا بالمبادرات الدبلوماسية الرومانية. شرعت إيبيريا، التي ترجع أصولها المعمارية والفنية إلى الحضارية الأخمينية، منذ الفترة الهلينية إلى تنصّر الملك، في عملية جديدة عديدة المراحل استغرقت قرونًا لتكتمل، شملت القرن الخامس والسادس جميعًا، وأوائل القرن السابع، وهو ما أدّى إلى نشوء هوية جورجية قوية. 
عشيّة التنصّر التاريخي، جمع الملك والملكة سريعًا الأجانب الذين أُدمجوا في جورجيا، وهم مزيج من الحضارتين الإيرانية والإغريقية، والقديسة نينو، وهي أجنبية أيضًا، وأول أسقفين في كارتلي، وهم غرباء أيضًا، والإغريقيين الذين أرسلهم الإمبراطور قسطنطين الأكبر، ليتحدوا تحت الحضارة الجورجية. ولم يبلغ الجورجيون المناصب العليا في الكنيسة إلا في النصف الأول من القرن السادس، أما الأجانب كالإيرانيين والأرمينيين والسوريين فلم يزالوا يلعبون دورًا بارزًا في إدارة الكنيسة الجورجية. 

## التنصّر على يد رسول
مع أن إيبيريا اعتنقت المسيحية رسميًّا في القرن الرابع، فإن الكنيسة الأرثوذكسية الجورجية تنتسب إلى أصل رسولي  وتعدّ الرسول أندراوس مؤسس الكنيسة الجورجية، وهو ما تدعمه بعض المصادر البيزنطية أيضًا. فسّر أفرام الأصغر دور القديسة نينو بعد ذلك بضرورة «التنصّر الثاني» لإيبيريا. تؤكد الموجودات الأثرية انتشار المسيحية قبل اعتناق الملك ميريان لها في القرن الرابع. تضم بعض المقابر التي ترجع إلى القرن الثالث في جورجيا أشياء مسيحية منها خواتم عليها صلبان وسمكات المسيح، وهو ما يدل دلالة واضحة على الانتماء المسيحي. قد يدلّ هذا على أن الطبقة العليا الإيبيرية اعتنقت المسيحية قبل زمن من تاريخ «التنصر الرسمي» لبلادهم.

## تنصير الأسرة الملكية
حسب التواريخ الجورجية وتاريخ تنصّر كارتلي، فإن امرأة كبادوكية اسمها نينو نصّرت الملكة نانا ثم الملك ميريان الثالث، وهو ما أدى إلى عملية التنصير لمملكة كارتلي جمعاء مع شعبها. ومن مصادر تحول المملكة إلى المسيحية، تيرانيوس روفينوس وجيلاسيوس القيصري وجيلاسيوس السيزيكوسي، وثيودورت، وسقراط القسطنطيني وسوزومن، الذي كان باكوريوس الإيبيري، «ملكًا صغيرًا» له، وهو قائد رئيسي للإمبراطور ثيودوسيوس الأول، واتفقت هذه المصادر جميعًا على الرواية الجورجية التقليدية نفسها، ولكنها خالفتها في شيء واحد، إذ إن الكتاب الإغريقيين الرومانيين جعلوا نينو أسيرة رومانية غير مسلحة جيء بها إلى إيبيريا. تقول المصادر الجورجية إن نينو كانت بنت زابيلون وسوزانا، وهي عائلة لها ارتباط مباشر ولكن غير راجح بأورشليم. عندما ذهبت نينو إلى بيت المقدس لترى أباها، سألت مرة إذا كان يعرف أحد أين يوجد قميص يسوع النقي، فقييل لها إنه موجود «في مدينة متسخيتا الشرقية، وهي بلدة في كارتلي». عزمت نيو عندئذ الذهاب إلى إيبيريا فانطلقت حتى بلغت جبال جاواختي بعد أربعة أشهر من السفر، في يونيو. أقامت نينو يومين في بحيرة بارافاني يومين ثم استمر سفرها إلى مدينة متسخيتا الملكية. عندما بلغت العاصمة، وجدت نفسها في عيد وثني معقود للإله أرمازي، وكان الملك ميريان مشاركًا في طقوسه. ولمّا انصدمت نينو بما رأت، جعلت تصلّي حتّى جاءت «سحابة شديدة» فدمّرت التمثال الوثني. ثم اتجهت إلى مرافقي الملكة نانا التي كانت تعاني مرضًا عضالًا. وسُئِلت أن تشفي الملكة. وشُفيت الملكة من فورها، واعتنقت المسيحية على يد نينو. فوجئ الملك مفاجأة كبيرة عند سماعه أمر شفاء الملكة. وعارض أول الأمر دين زوجته الجديد حتى عاين معجزة بنفسه عندما كان يصيد ويركب الخيل وينظر في بلدة أبلستيخ في غابات جبل تخوتي، إذ أحاطت به عتمة مخيفة من كسوف الشمس. 
| « | და დაშთა მეფე მარტო, და იარებოდა მთათა და მაღნართა შეშინებული და შეძრწუნებული. დადგა ერთსა ადგილსა და წარეწირა სასოება ცხოვრებისა მისისა. და ვითარცა მოეგო თავსა თჳსსა ცნობასა, და განიზრახვიდა ესრეთ გულსა თჳსსა: "აჰა ესე რა, ვხადე ღმერთთა ჩემთა და არა ვპოვე ჩემ ზედა ლხინება. აწ, რომელსა იგი ქადაგებს ნინო ჯუარსა და ჯუარცმულსა და ჰყოფს კურნებასა, მისითა მოსავობითა, არამცა ძალ ედვაა ჴსნა ჩემი ამის ჭირისაგან? რამეთუ ვარ მე ცოცხლივ ჯოჯოხეთსა შინა და არა უწყი, თუ ყოვლისა ქუეყანისათჳს იქმნა დაქცევა ესე, ანუ თუ ჩემთჳს ოდენ იქმნა. აწ, თუ ოდენ ჩემთჳს არს ჭირი ესე, ღმერთო ნინოსო, განმინათლე ბნელი ესე და მიჩუენე საყოფელი ჩემი და აღვიარო სახელი შენი, და აღვმართო ძელი ჯუარისა და თაყუანისვცე მას და აღვაშენო სახლი სალოცველად ჩემდა, და ვიყო მორჩილ ნინოსა სჯულსა ზედა ჰრომთასა. وكان الملك وحيدًا، ومشى في الهضاب والغابات خائفًا مرتعبًا. ثم ثبت في مكان واحد ويئس من حياته. وعندما عاد إليه وعيه، قرر في قرارة قلبه: «هكذا إذن، لي إله وليس لي سعادة. فليأت إله نينو التي بشّرت به، الصليب والمصلوب والشافي، بمجده – أليس قادرًا على أن ينجيني من هذه المشكلة؟ وها أنا في جحيم لست أعرفها، كيف أصبح العالم محطّمًا هكذا؟ أم أنا الذي أراه هكذا؟ فإذا كنت أنا الوحيد في المشكلة هكذا، فيا إله نينو، أنر ظلمتي وأرني مكاني وسأقرّ باسمك، وسأقيم عمودًا للصليب وأبجّله، وسأبني منزلًا لي لأصلّي فيه، وسأطيع دين نينو الرومي. | » |

حتى إذا نادى المسيح، إله زوجته الجديد ليساعده، عاد النهار من فوره. نزل الملك من حصانه، ورفع يديه إلى «السماء الشرقية» وقال:
| « | შენ ხარ ღმერთი ყოველთა ზედა ღმერთთა და უფალი ყოველთა ზედა უფალთა, ღმერთი, რომელსა ნინო იტყჳს. أنت الإله الذي فوق كل الآلهة، والسيد الذي فوق كل السادة، الذي بشّرت به نينو. | » |